# Atkinson County
Atkinson County je okres ve státě Georgie ve Spojených státech amerických. K roku 2010 zde žilo 8 413 obyvatel. Správním městem okresu je Pearson. Celková rozloha okresu činí 891 km². Vznikl 15. srpna 1917.